# Trader Horn

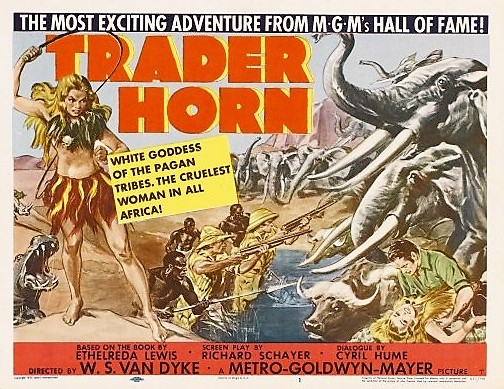
Filmplakat für Trader Horn von 1931

Trader Horn ist ein US-amerikanischer Abenteuerfilm des Regisseurs W. S. Van Dyke aus dem Jahr 1931. Erzählt wird die Geschichte des Jägers Alfred Aloysius Horn, dessen Buch Trader Horn von Dale Van Every und Ethelreda Lewis für den Film adaptiert wurde.

## Handlung
Im tiefen Afrika lebt Aloysius Horn und betätigt sich dort als Jäger. Wegen seiner Handelsbeziehungen ist er auch als Trader Horn bekannt. Mit dem Sohn seines besten Freundes, Peru, unternimmt er einen Segeltörn auf einem Fluss. Er erzählt Peru, er sei der erste Weiße, der diesen Fluss gesehen habe. Sie legen bei einem lebhaften Eingeborenendorf an. Die Einwohner heißen sie willkommen, Trader wird zum Häuptling gebracht.
Peru ist zwar von Trader über die Gebräuche der Eingeborenen aufgeklärt worden, dennoch ist er beim Anblick eines menschlichen Skelettes geschockt. Bald darauf ertönen entfernte Trommeln. Trader und die Eingeborenen wissen, dass ein Angriff der brutalen Massaikrieger bevorsteht. Trader erklärt Peru, dass die Massai und die Kukua im Krieg sind, und beschließt weiterzureisen.
Mit ihrem afrikanischen Führer Renchero schlagen sie ein Lager auf. Die Nachtruhe wird durch das unerwartete Erscheinen der Missionarin Edith Trent, einer alten Freundin Traders, gestört. Edith erklärt, sie sei auf der Suche nach ihrer verschwundenen Tochter Nina. Sie wolle darum in das Gebiet der Isorgi gelangen, in dem Nina vermutet werde. Trader bietet ihr an, sie zu begleiten, doch Edith schlägt das Angebot aus. Ein weißer bewaffneter Mann würde die Isorgi-Krieger nur zum Angriff reizen. Edith erlaubt aber, dass Trader und seine Leute ihr in einiger Entfernung folgen.
Schon kurz nach Beginn der Expedition finden Trader und Pero die Leiche von Edith. Sie bedecken die Leiche mit Steinen, um sie später in die Zivilisation zurückzubringen. Sie führen die Suche nach Nina fort und begegnen dabei vielen afrikanischen Tieren. Sie können Nina tatsächlich finden, die sich allerdings als sadistische weiße Göttin eines Dorfes entpuppt. Nina plant, die Neuankömmlinge zu opfern. Sie sollen gekreuzigt und verbrannt werden. In letzter Minute erst besinnt sich Nina und lässt die Gefangenen frei. Sie will mit ihnen vor den nun erzürnten Eingeborenen fliehen. Auf ihrem Weg zurück erwehrt sich die Gruppe aller Gefahren, wie zum Beispiel einem Löwenangriff. Dabei verlieben sich Peru und Nina ineinander. Die Klänge der nahenden Trommeln veranlasst Trader, die Gruppe aufzuteilen. Peru soll mit Nina weiterreisen, während Trader und Renchero zusammenbleiben.
Am nächsten Morgen entdeckt Trader, dass Renchero sich geopfert hat, um ihn zu beschützen. Peru und Nina gelangen bei einem Pygmäenstamm in Sicherheit. Bald darauf stößt auch Trader zu ihnen. Peru will Nina in die Zivilisation zurückbringen und sie ausbilden lassen. Als die beiden absegeln, glaubt Trader in den Wolken am Himmel ein Abbild von Renchero zu sehen.

## Hintergrund
Die Uraufführung des ersten Spielfilms, der in Afrika spielt, fand am 3. Februar 1931 in New York statt. In Deutschland wurde der Film bislang nicht gezeigt.
Das Budget der MGM-Produktion lag bei 1,3 Millionen US-Dollar. Weltweit spielte der Film fast 3,4 Millionen US-Dollar ein. Gedreht wurde im Gebiet der heutigen Staaten Kenia, Tansania, Sudan, Uganda und in der Demokratischen Republik Kongo. Die Tierkampfszenen wurden im mexikanischen Tecate gefilmt.
Im realen Leben waren Harry Carey und Olive Carey ein Ehepaar.
Die Dreharbeiten waren von Krankheitsfällen (Malaria und Schlafkrankheit) und zwei Unfällen überschattet. Ein einheimisches Mitglied der Filmcrew fiel in einen Fluss und wurde von einem Krokodil getötet. Ein weiterer Mitarbeiter wurde von einem angreifenden Nashorn getötet. Diese Szene wurde auf Film festgehalten und auch im Spielfilm genutzt. Des Weiteren litten die Mitarbeiter unter den Witterungsbedingungen sowie Einfällen von Ameisen und Mücken. Edwina Booth brauchte sechs Jahre, um sich von den Strapazen und der Malaria zu erholen. Sie beendete mit diesem Film ihre Karriere.
Obwohl der Tonfilm schon einige Zeit entwickelt war, wurden die Dialoge später im MGM-Studio in Culver City nachsynchronisiert. Dazu wurden auch die afrikanischen Darsteller nach Hollywood gebracht. Diese Aktivitäten und auch nachträgliche Dreharbeiten in den Studios ließen vermuten, dass der Film gar nicht in Afrika gedreht wurde. MGM rangierte den Großteil der neuen Szenen aus, darunter auch Szenen mit Marjorie Rambeau, die Olive Carey als Edith Trent ersetzt hatte.
1973 inszenierte Reza Badiyi ein Remake mit demselben Titel. Die Titelrolle spielte Rod Taylor.

## Kritiken
Variety sah in dem Film „einen gutaussehenden Tierfilm“. Die Story tue nichts zur Sache, sie diene nur zur Zusammensetzung der Tierszenen.
Mordaunt Hall von der New York Times lobte den ergreifenden Realismus, der geschickt mit robuster Fiktion vermischt wurde.

## Auszeichnungen
1931 wurde der Film in der Kategorie Bester Film für den Oscar nominiert.